# 周瑩 (正統進士)
周瑩（1420年—？），字吹玉，福建興化府莆田縣人，軍籍。明朝政治人物。同進士出身。

## 生平
周瑩於宣德元年（1426年）丙午出生，正統六年（1441年）辛酉科福建鄉試第二十三名。正統十年（1445年）乙丑科會試第六十七名，殿試登進士第三甲第三十三名。授职南京工部都水清吏司主事，天顺三年（1459）任抚州知府，四十岁退隐归里，居家近三十年。弘治八年（1495年）前后卒。有《郡斋稿》十卷。

## 家族
曾祖父周得賢。祖父周益仍。父周備。